# Alfred Raoul

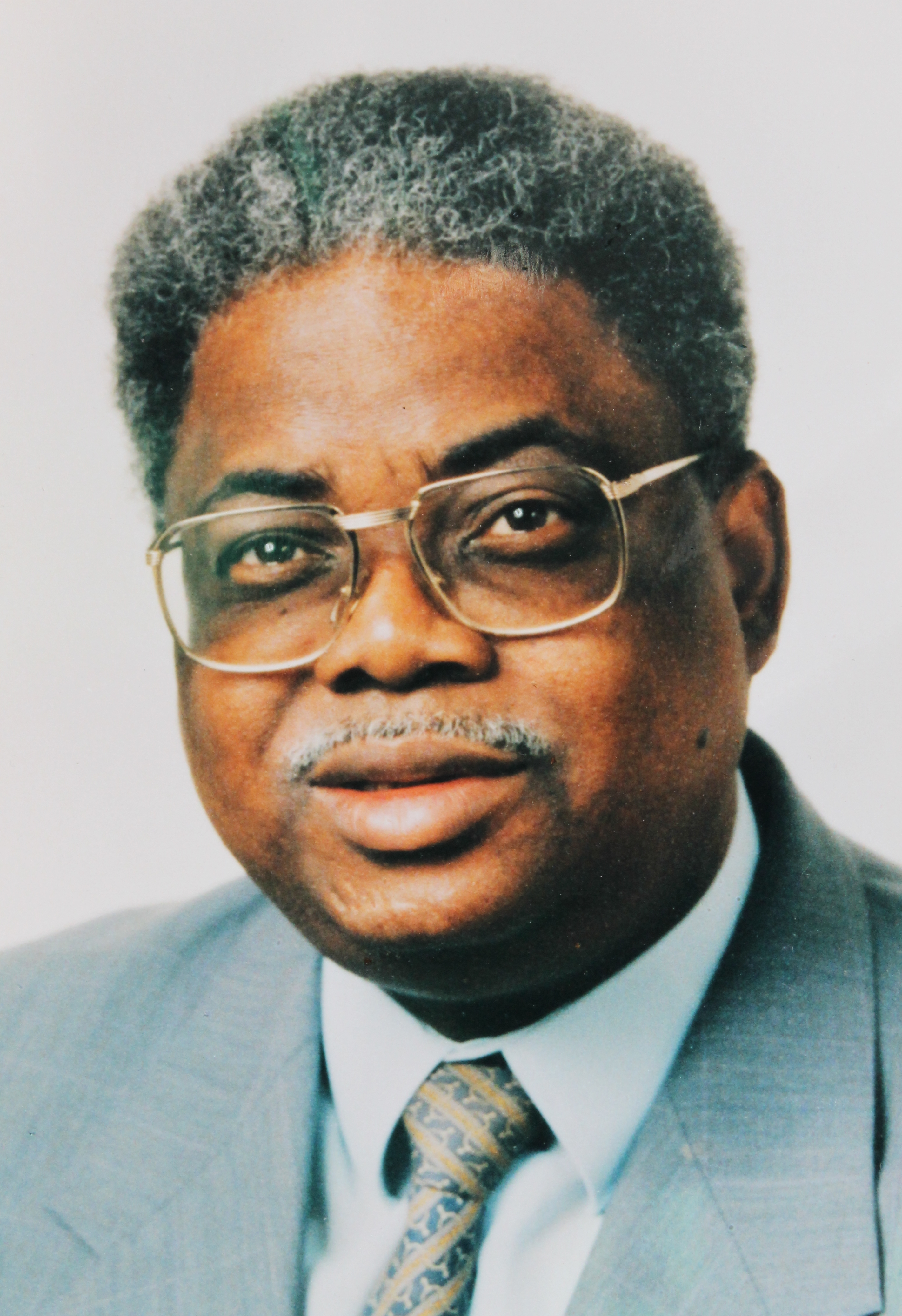
Alfred Raoul

Alfred Raoul (* 4. Dezember 1938 in Pointe-Noire, damals Französisch-Äquatorialafrika; † 16. Juli 1999) war 1968 kurzzeitig Staatschef und von 1968 bis 1969 Premierminister der Republik Kongo.

## Politische Laufbahn
Raoul stammte ursprünglich aus Cabinda, einer Exklave des damals zu Portugal gehörenden Angola. In der Republik Kongo, die am 15. August 1960 von Frankreich unabhängig wurde, war er ab 1963 Hauptmann in deren Armee.
Kurz vor dem Putsch, der am 4. September 1968 die Amtszeit des 1963 selber durch einen Staatsstreich an die Macht gekommenen Präsidenten Alphonse Massemba-Débat beendete, wurde er am 22. August 1968 Premierminister einer Übergangsregierung. Danach agierte er als einer der führenden Teilnehmer des Putsches und Mitglied des Militärrates Conseil national de la révolution als Staatsoberhaupt, bevor die Funktion am 31. Dezember 1968 an Marien Ngouabi überging. Das Amt des Regierungschefs behielt er bis zum 30. Dezember 1969, als eine neue Verfassung in Kraft trat. Danach wurde das Amt erst 1973 wieder besetzt. Als Mitglied des Politbüros der 1969 gebildeten Einheitspartei Parti Congolais du Travail (PCT) leitete er im Sommer 1970 eine Delegation der Republik Kongo, die der Volksrepublik China einen Besuch abstattete und dort mit Mao Zedong zusammentraf.